# Departamento Vinchina
Vinchina es uno de los 18 departamentos en los que se divide la provincia argentina de La Rioja. La cabecera del departamento es la localidad de San José de Vinchina, ubicada a 345 km de la ciudad de La Rioja y 1197 km de la ciudad de Buenos Aires.

## Toponimia
Existen varias versiones, atribuyéndose a palabras quechuas, o de la lengua cacán. 
Según una versión, el nombre Vinchina derivaría de la combinación de las expresiones "yichi" (labrar la tierra, y el sustantivo derivado lugar labrado) y "anah" (alto, arriba, altura) lo que haría referencia a "lugar labrado en altura".
Otra explicación hace referencia a la expresión cacán que significa "lugar con algarrobos"
Finalmente, un autor nacido en el departamento indica que el nombre Vinchina surge de la unión de las palabras "vil" (lugar), "chiri" (frío) y "na" (verbo hacer), lo que equivaldría a "lugar donde hace frío".
El departamento tuvo por nombre Vinchina hasta 1887, año en que pasó a denominarse General Sarmiento. El 23 de noviembre de 1989 volvió a llamarse Vinchina.

## Población
Para el censo 2022 el departamento registró 2731 habitantes. Esto representó una baja en la cantidad de personas del -1,2%.Estos datos situaron al departamento como el tercero menos poblado, el segundo que más decreció y el menos denso de la provincia.
La evolución de la población del departamento Vinchina muestra un leves variaciones a lo largo de las décadas, presentando un crecimiento demográfico neutro.
| Gráfica de evolución demográfica de Departamento Vinchina entre 1960 y 2022 |
|                                                                             |
| Fuente: Censos Nacionales de Población, Hogares y Viviendas.                |

Un elemento significativo resulta la marcada tendencia hacia el despoblamiento de las zonas rurales, con el consiguiente crecimiento de la población en la localidad cabecera del departamento.

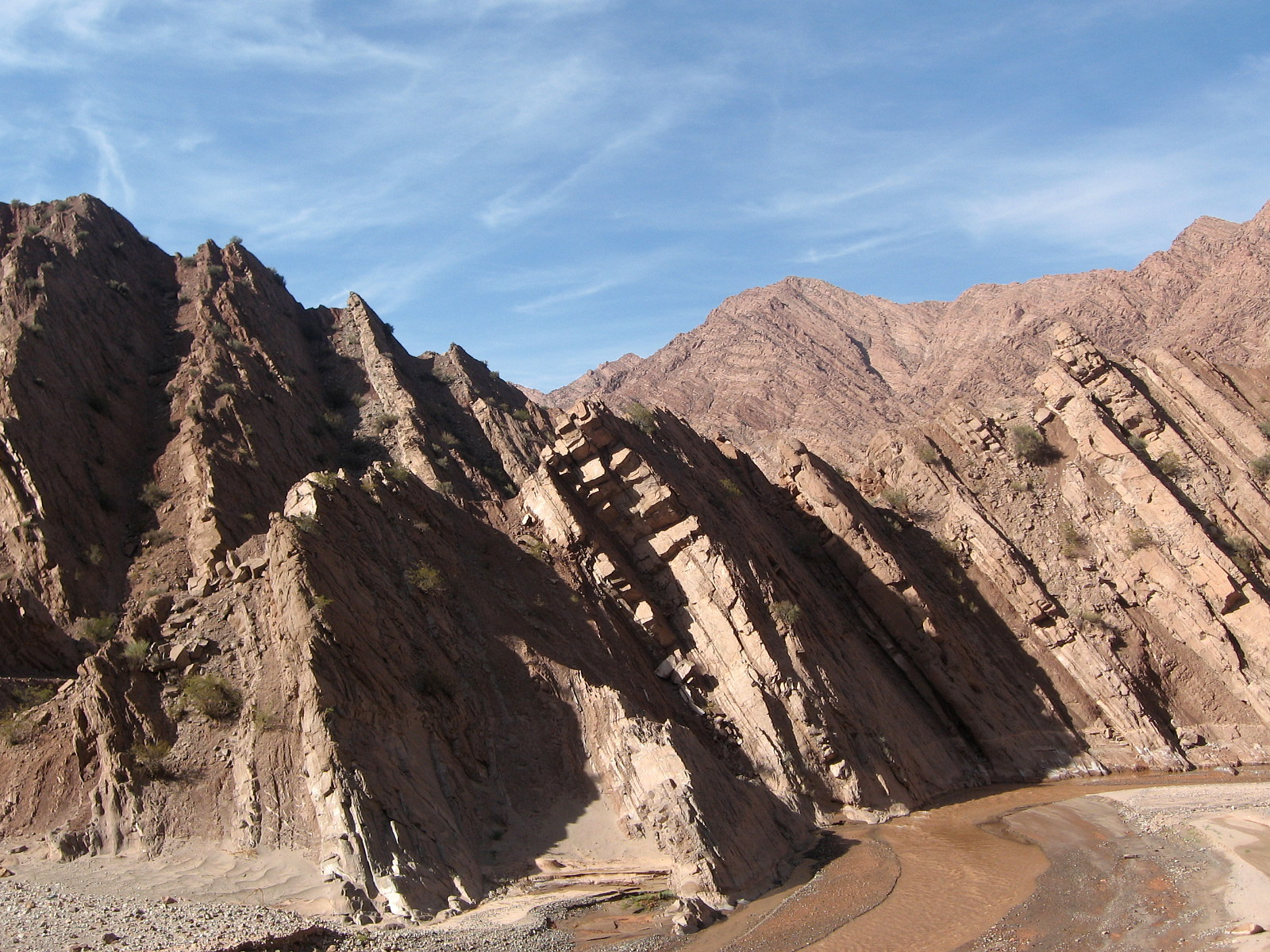
Quebrada de La Troya, Departamento Vinchina

|                                   | 1960  | 1970  | 1980  | 1991  | 2001  | 2010  | 2022 |
| --------------------------------- | ----- | ----- | ----- | ----- | ----- | ----- | ---- |
| Total del Departamento            | 2358  | 2464  | 2276  | 2307  | 2834  | 2731  | 2731 |
| San José de Vinchina (Cabecera)   | 395   | 1491  | 1070  | 1871  | 2318  | 2401  |      |
| Índice de población urbana (en %) | 16.75 | 60.51 | 47.01 | 81.10 | 81.79 | 87.91 |      |

## Superficie y límites
El departamento posee 10.334 km², lo que lo convierte en el segundo de mayor tamaño (el primero es el departamento Capital) de la provincia de La Rioja.
Limita al norte con la provincia de Catamarca, al este con el departamento Famatina, al sur con el departamento General Lamadrid y al oeste con la República de Chile.

## Clima

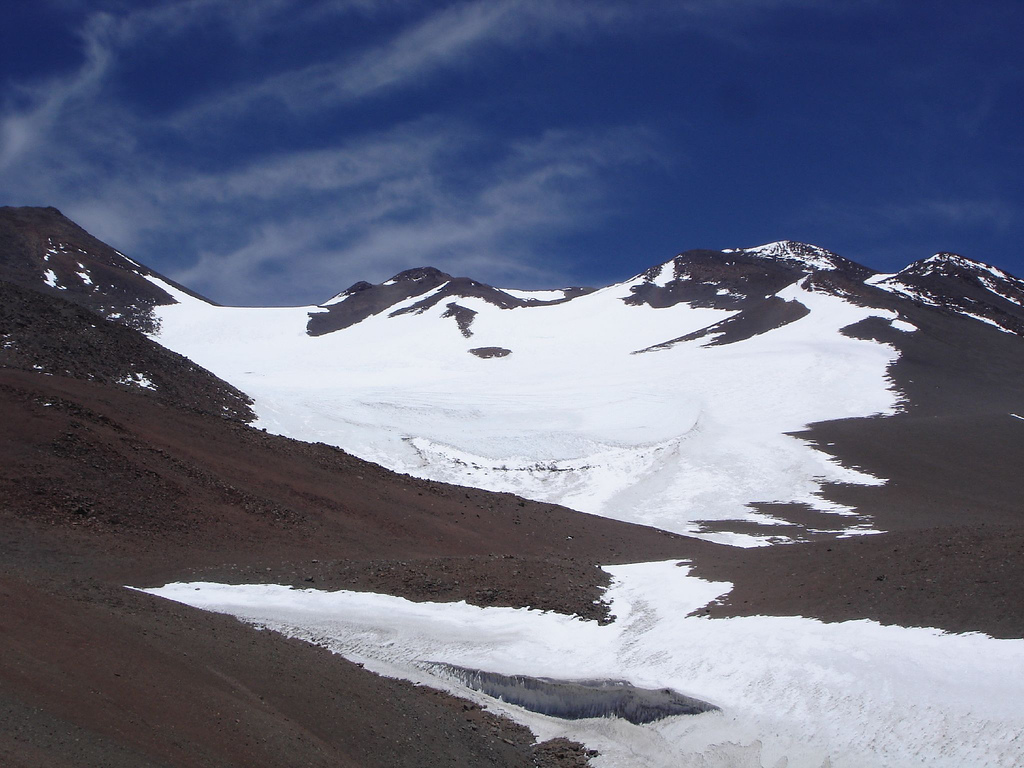
Monte Pissis, 6795

El departamento Vinchina presenta un clima árido de puna hacia el oeste, donde está caracterizado por la altura de las estribaciones de la Cordillera de Los Andes y semiárido hacia el este, en la región que desciende hacia los valles de la precordillera.
La situación de gran diferencia de altitud entre el sector oeste netamente cordillerano y el que se extiende en descenso hacia el este, produce inviernos rigurosos con abundante acumulación de nieve y veranos frescos en el primer caso e inviernos moderados con escasas nevadas y veranos cálidos en la zona de menor altitud. 
La acumulación de nieve de la alta montaña que en algunos puntos persiste a lo largo de todo el año, genera la mayor parte del recurso hídrico de los principales ríos de la provincia.
En todos los casos se registra una importante amplitud térmica en todas las estaciones, con diferencias de hasta 30 °C en las temperaturas máximas y mínimas.

## Localidades y parajes
El departamento Vinchina está organizado en distritos o regiones, con pequeñas localidades donde se concentra la población.
- Villa San José de Vinchina, organizada en barrios o zonas llamados distrito La Banda, distrito Pueblo y distrito Horno
- Jagüé, que unifica las pequeñas localidades de Alto Jagüé y Bajo Jagüé
- Potrero Grande
- Valle Hermoso
- Punta de Agua

## Sismicidad
La sismicidad de la región de La Rioja es frecuente y de intensidad baja, y un silencio sísmico de terremotos medios a graves cada 30 años en áreas aleatorias.

## Sitios de interés turístico
- Reserva provincial Laguna Brava
- Cráter Corona del Inca
- Laguna de Mulas Muertas
- Monte Pissis
- Cerro Bonete
- Paso Pircas Negras
- Quebrada de La Troya

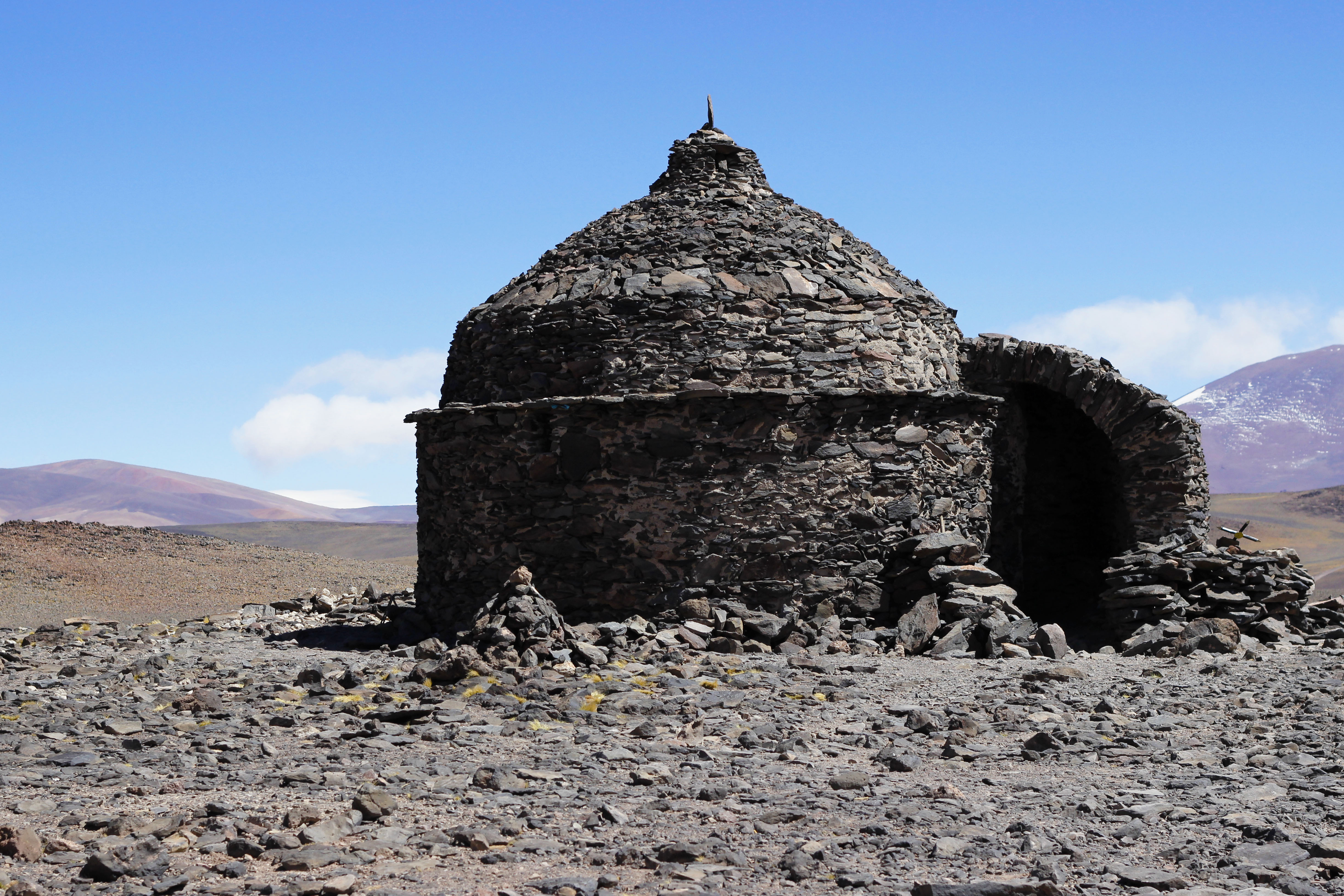
Refugio de piedra camino a Laguna Brava

- Huellas fosilizadas y bosque petrificado de La Troya
- Estrellas diaguitas
- Refugios históricos de piedra
- La Ciudad Perdida

## Actividades económicas
El departamento Vinchina esta caracterizado por la extensión, la escasa población y la aridez del clima. Esto hace que una de las principales actividades sea la ganadería extensiva, especialmente caprina y ovina y en menor medida bovina. La agricultura se desarrolla exclusivamente en las áreas donde existe riego. Se cultiva fundamentalmente la vid y algunas parcelas de cereales. La mayor parte del área vinculada a la agricultura se destina a forraje para alimentación del ganado.
| Bovinos | Caprinos | Ovinos | Porcinos | Vid de mesa (ha.) | Vid vinífera (ha.) | Cereal (ha.) | Forrajeras (ha.) | Otros (ha.) | Total ha. implantadas |
| ------- | -------- | ------ | -------- | ----------------- | ------------------ | ------------ | ---------------- | ----------- | --------------------- |
| 3681    | 5101     | 6057   | 143      | 5.7               | 65.5               | 47.3         | 283.9            | 8.4         | 410.8                 |

El turismo es la actividad más promisoria y con más potencial, teniendo en cuenta las posibilidades que ofrece la Reserva provincial Laguna Brava y el próximo Paso Pircas Negras, como vía de comunicación con Chile.

## Flora y fauna
La flora del departamento corresponde a la propia de un clima árido de alta montaña, es decir, prácticamente se reduce a gramíneas y pequeños arbustos adaptados a la rigurosidad del ambiente. A pesar de su escasez, esta vegetación permite la presencia de fauna silvestre, especialmente vicuñas y guanacos. 
Entre las aves por su especial atractivo se destacan los flamencos blancos y rosados que tienen su hábitat en las lagunas de altura. También es posible observar cóndores, halcones, varios tipos de tordos, una variedad de tijeretas, benteveos y zorzales, entre otros.